# Kevin Eckel
Kevin Justin Eckel (Filadelfia, 3 marzo 1990) è un ex giocatore di football americano statunitense che ha giocato come runningback.
Dopo aver giocato per i Navy Midshipmen, vincendo anche il Texas Bowl 2009, ha militato per altre due squadre di college. Si è poi trasferito ai serbi Novi Sad Dukes e successivamente ai brasiliani Ponte Preta Gorilas.
Suo fratello Kyle ha giocato per i New Orleans Saints della NFL.